# Sha Money XL
Sha Money XL (* 11. Februar 1976); bürgerlich Michael Clervoix, kurz auch Sha Money, ist Mitgründer von 50 Cents Label G-Unit Records, bei dem er auch für einen Teil der Produktionen verantwortlich ist. Mit 50 Cent nahm Sha Money XL über 30 Songs auf, die ausschließlich auf Mixtapes erschienen. Außerhalb produzierte er beispielsweise Singles für Paul Wall, Slim Thug und Snoop Dogg.

## Produktion

### Produktion
- 2001 Hit 'Em Up auf „Stack G's Regardless/Hit 'Em Up EP“ von Pretty Ugly, P-Dap und 50 Cent
- 2002 8 Mile – Music From And Inspired By The Motion Picture (von Eminem)
- 2002 Wanksta auf „Get Rich Or Die Tryin' “ (von 50 Cent)
- 2003 Beg For Mercy auf „Beg For Mercy“ (von G Unit)
- 2003 Poor Lil Rich und In Da Club auf „Get Rich Or Die Tryin' “ (von 50 Cent)
- 2003 Juve The Great auf „Juve the Great“ (von Juvenile)
- 2004 Snoop D.O. Double G auf „R & G (Rhythm & Gangsta): The Masterpiece“ (von Snoop Dogg)
- 2004 Do It Like Me und DPG Unit auf Straight Outta Ca$hville (von Young Buck)
- 2004 If You So Gangsta und When The Chips Are Down auf „The Hunger for More“ (von Lloyd Banks)
- 2005 Like Me auf „5 Star General“ (von DJ Green Lantern)
- 2005 The Interview auf „Already Platinum“ (von Slim Thug)
- 2005 Things Change, You A Shooter auf „Get Rich Or Die Tryin' “ (von 50 Cent)
- 2005 Do It Like Me auf „Straight Outta Ca$hville“ (von Young Buck)
- 2005 This is 50 auf The Massacre (von 50 Cent)
- 2005 Tattle Teller auf „Thoughts Of A Predicate Felon“ (von Tony Yayo)
- 2006 Been Through The Storm auf „The Big Bang“ (von Busta Rhymes)

### Co-Produktion
- 2003 High all time auf „Get Rich Or Die Tryin' “ (von 50 Cent)
- 2003 Magic Stick auf „La Bella Mafia“ (von Lil’ Kim)
- 2004 Oh no auf „R & G (Rhythm & Gangsta): The Masterpiece“ (von Snoop Dogg)
- 2006 Smoke It, Put Em in Their Place (von Mobb Deep)
- 2006 Help, Survival und Rotten Apple auf „Rotten Apple“ (von Lloyd Banks)

### Publikationen
- 2003 Get Rich Or Die Tryin'  (von 50 Cent)
- 2003 The New Breed (von 50 Cent)
- 2004 Straight Outta Ca$hville (von Young Buck)